# Reino Unido en los Juegos Paralímpicos de Nueva York y Stoke Mandeville 1984
El Reino Unido estuvo representado en los Juegos Paralímpicos de Nueva York y Stoke Mandeville 1984 por un total de 224 deportistas, 156 hombres y 68 mujeres.

## Medallistas
El equipo paralímpico británico obtuvo las siguientes medallas:
| Nombre                                  | Deporte                    | Evento                                            |
| --------------------------------------- | -------------------------- | ------------------------------------------------- |
| Oro                                     |                            |                                                   |
| Brenda Woodcock                         | Atletismo                  | 200 m C8 femenino                                 |
| Brenda Woodcock                         | Atletismo                  | 400 m C8 femenino                                 |
| Brenda Woodcock                         | Atletismo                  | 1000 m campo a través C8 femenino                 |
| Aileen Harper                           | Atletismo                  | 60 m C3 femenino                                  |
| Aileen Harper                           | Atletismo                  | Eslalon C3 femenino                               |
| Aileen Harper                           | Atletismo                  | Maza C3 femenino                                  |
| Kim White                               | Atletismo                  | Disco L3 femenino                                 |
| Kim White                               | Atletismo                  | Jabalina L3 femenino                              |
| Kim White                               | Atletismo                  | Peso L3 femenino                                  |
| Anne Swann                              | Atletismo                  | Balón medicinal C2 femenino                       |
| Anne Swann                              | Atletismo                  | Distancia C2 femenino                             |
| Anne Swann                              | Atletismo                  | Peso C2 femenino                                  |
| Wilma Lawrie                            | Atletismo                  | 100 m L2 femenino                                 |
| Wilma Lawrie                            | Atletismo                  | 400 m L2 femenino                                 |
| Jane Peters                             | Atletismo                  | Jabalina C5 femenino                              |
| Jane Peters                             | Atletismo                  | Maza C5 femenino                                  |
| Mary McCann                             | Atletismo                  | Disco L2 femenino                                 |
| Mary McCann                             | Atletismo                  | Jabalina L2 femenino                              |
| Linda Fyfe                              | Atletismo                  | Jabalina C3 femenino                              |
| Linda Fyfe                              | Atletismo                  | Peso C3 femenino                                  |
| Loraine Charters                        | Atletismo                  | 60 m C6 femenino                                  |
| Julia Scarlett                          | Atletismo                  | 800 m A6 femenino                                 |
| Barbara Joscelyne                       | Atletismo                  | Disco A6 femenino                                 |
| Amanda Kyffin                           | Atletismo                  | Disco C6 femenino                                 |
| Margaret Heald                          | Atletismo                  | Disco L6 femenino                                 |
| Clovee Fox                              | Atletismo                  | Eslalon C4 femenino                               |
| D. Neil                                 | Atletismo                  | Jabalina 1B femenino                              |
| Janice Moores                           | Atletismo                  | Jabalina B1 femenino                              |
| Susan Stevenson                         | Atletismo                  | Jabalina C4 femenino                              |
| Valerie Smith                           | Atletismo                  | Maza C2 femenino                                  |
| Lisa Barker                             | Atletismo                  | Maza L1 femenino                                  |
| Dorothy Ripley                          | Atletismo                  | Peso 3 femenino                                   |
| Karen Davidson                          | Atletismo                  | Peso A1 femenino                                  |
| Irene Hotchin                           | Atletismo                  | Peso L2 femenino                                  |
| Amanda Beverley Little                  | Atletismo                  | Precisión C1 femenino                             |
| Catherine Welsby                        | Atletismo                  | Salto de altura B1 femenino                       |
| Evelyn Dicks                            | Atletismo                  | Salto de longitud A2 femenino                     |
| Colin Keay                              | Atletismo                  | 60 m C6 masculino                                 |
| Colin Keay                              | Atletismo                  | 400 m C6 masculino                                |
| Colin Keay                              | Atletismo                  | 1000 m campo a través C6 masculino                |
| Robert Matthews                         | Atletismo                  | 800 m B1 masculino                                |
| Robert Matthews                         | Atletismo                  | 1500 m B1 masculino                               |
| Robert Matthews                         | Atletismo                  | 5000 m B1 masculino                               |
| James Brown                             | Atletismo                  | 800 m B3 masculino                                |
| James Brown                             | Atletismo                  | 1500 m B3 masculino                               |
| Derek Nixon                             | Atletismo                  | 100 m L5 masculino                                |
| Derek Nixon                             | Atletismo                  | Jabalina L6 masculino                             |
| Norman Burns                            | Atletismo                  | Jabalina C4 masculino                             |
| Norman Burns                            | Atletismo                  | Maza C4 masculino                                 |
| Anthony Griffin                         | Atletismo                  | Jabalina C6 masculino                             |
| Anthony Griffin                         | Atletismo                  | Maza C6 masculino                                 |
| Robert Lowe                             | Atletismo                  | Disco L4 masculino                                |
| Robert Lowe                             | Atletismo                  | Peso L4 masculino                                 |
| John Welsh                              | Atletismo                  | 60 m L1 masculino                                 |
| John Fisher                             | Atletismo                  | 400 m L4 masculino                                |
| John Harris                             | Atletismo                  | Disco 5 masculino                                 |
| Robert Tee                              | Atletismo                  | Disco L2 masculino                                |
| Eric Pearce                             | Atletismo                  | Disco L3 masculino                                |
| Kevin McGee                             | Atletismo                  | Disco L6 masculino                                |
| Tom O'Brien                             | Atletismo                  | Peso L1 masculino                                 |
| Barry Antonio                           | Atletismo                  | Peso L6 masculino                                 |
| Merle Whiteley                          | Atletismo                  | Pentatlón B3 masculino                            |
| Carol Johnson                           | Bochas                     | Individual C1 femenino                            |
| A. Smith                                | Bolos sobre hierba         | Individual A2/4 femenino                          |
| Yvonne Hawtin                           | Bolos sobre hierba         | Individual paraplejia femenino                    |
| Richard Coates                          | Bolos sobre hierba         | Individual A6/8 masculino                         |
| K. Ellison                              | Bolos sobre hierba         | Individual tetraplejia masculino                  |
| Richard Coates Anthony Prowse           | Bolos sobre hierba         | Dobles A6/8 masculino                             |
| R. Thompson T. Ure                      | Bolos sobre hierba         | Dobles paraplejia mixto                           |
| Kevin Davies                            | Esgrima en silla de ruedas | Sable individual 4-5 masculino                    |
| Brian Stones                            | Halterofilia               | –57 kg paraplejia masculino                       |
| Jane Stidever                           | Hípica                     | Doma, modalidad de paso y trote básico C4-5 mixto |
| Equipo                                  | Natación                   | 4 × 100 m estilos C7-8 femenino                   |
| Isabel Barr                             | Natación                   | 25 m braza 1B femenino                            |
| Isabel Barr                             | Natación                   | 25 m mariposa 1B femenino                         |
| Isabel Barr                             | Natación                   | 75 m estilos 1B femenino                          |
| Janice Burton                           | Natación                   | 50 m braza B1 femenino                            |
| Diane Wiscombe                          | Natación                   | 25 m libre C2 femenino                            |
| Valerie Smith                           | Natación                   | 25 m libre con auxiliar C2 femenino               |
| Mary Ann Low                            | Natación                   | 50 m libre B1 femenino                            |
| Equipo                                  | Natación                   | 3 × 50 m estilos 2-4 femenino                     |
| Mike Kenny                              | Natación                   | 25 m braza 1A masculino                           |
| Mike Kenny                              | Natación                   | 25 m espalda 1A masculino                         |
| Mike Kenny                              | Natación                   | 25 m libre 1A masculino                           |
| Mike Kenny                              | Natación                   | 100 m libre 1A masculino                          |
| Mike Kenny                              | Natación                   | 75 m etilos 1B masculino                          |
| Kenneth Cairns                          | Natación                   | 25 m braza 1B masculino                           |
| Kenneth Cairns                          | Natación                   | 25 m espalda 1B masculino                         |
| Kenneth Cairns                          | Natación                   | 25 m libre 1B masculino                           |
| Kenneth Cairns                          | Natación                   | 100 m libre 1B masculino                          |
| Robin Surgeoner                         | Natación                   | 50 m espalda C4 masculino                         |
| Robin Surgeoner                         | Natación                   | 50 m libre C4 masculino                           |
| Robin Surgeoner                         | Natación                   | 100 m libre C4 masculino                          |
| Robin Surgeoner                         | Natación                   | 200 m libre C4 masculino                          |
| Chris Hallam                            | Natación                   | 50 m braza 2 masculino                            |
| Martin Mansell                          | Natación                   | 50 m espalda C5 masculino                         |
| Peter Aldous                            | Natación                   | 100 m mariposa A2 masculino                       |
| James Muirhead                          | Natación                   | 100 m mariposa B1 masculino                       |
| Equipo                                  | Natación                   | 4 × 50 m libre C1-C8 masculino                    |
| P. Haslam                               | Snooker                    | Tetraplejia masculino                             |
| Jane Blackburn                          | Tenis de mesa              | Individual 1B femenino                            |
| Becker                                  | Tenis de mesa              | Individual 1C femenino                            |
| Equipo                                  | Tenis de mesa              | Equipo 1A-C femenino                              |
| Isabel Barr                             | Tiro                       | Pistola de aire 1A-1C femenino                    |
| P. Haslam                               | Tiro                       | Rifle de aire de rodillas 1A-1C masculino         |
| Helen Hilderley                         | Tiro con arco              | Doble ronda FITA división 3 femenino              |
| Philip Thorne                           | Tiro con arco              | Doble ronda FITA C3,C6 masculino                  |
| Plata                                   |                            |                                                   |
| Amanda Kyffin                           | Atletismo                  | 60 m C6 femenino                                  |
| Amanda Kyffin                           | Atletismo                  | 200 m C6 femenino                                 |
| Amanda Kyffin                           | Atletismo                  | Peso C6 femenino                                  |
| Maria Brooks                            | Atletismo                  | Balón medicinal C2 femenino                       |
| Maria Brooks                            | Atletismo                  | Distancia C2 femenino                             |
| Maria Brooks                            | Atletismo                  | Eslalon (pierna) C2 femenino                      |
| Anne Trotman                            | Atletismo                  | Eslalon C3 femenino                               |
| Anne Trotman                            | Atletismo                  | Jabalina C3 femenino                              |
| Anne Trotman                            | Atletismo                  | Maza C3 femenino                                  |
| Barbara Joscelyne                       | Atletismo                  | 100 m A6 femenino                                 |
| Barbara Joscelyne                       | Atletismo                  | Peso A6 femenino                                  |
| Susan Stevenson                         | Atletismo                  | Maza C4 femenino                                  |
| Susan Stevenson                         | Atletismo                  | Peso C4 femenino                                  |
| Dorothy Ripley                          | Atletismo                  | Disco 3 femenino                                  |
| Dorothy Ripley                          | Atletismo                  | Jabalina 3 femenino                               |
| Isabel Barr                             | Atletismo                  | Disco 1B femenino                                 |
| Isabel Barr                             | Atletismo                  | Peso 1B femenino                                  |
| Michelle Message                        | Atletismo                  | Disco B2 femenino                                 |
| Michelle Message                        | Atletismo                  | Peso B2 femenino                                  |
| Jane Peters                             | Atletismo                  | Disco C5 femenino                                 |
| Jane Peters                             | Atletismo                  | Peso C5 femenino                                  |
| Valerie Smith                           | Atletismo                  | Eslalon C2 femenino                               |
| Valerie Smith                           | Atletismo                  | Peso C2 femenino                                  |
| Karen Davidson                          | Atletismo                  | Disco A1 femenino                                 |
| Irene Hotchin                           | Atletismo                  | Disco L2 femenino                                 |
| Amanda Beverley Little                  | Atletismo                  | Distancia C1 femenino                             |
| Mary Clark                              | Atletismo                  | Jabalina B2 femenino                              |
| Helen Hilderley                         | Atletismo                  | Jabalina C4 femenino                              |
| Mary McCann                             | Atletismo                  | Peso L2 femenino                                  |
| John Simpson                            | Atletismo                  | Disco C3 masculino                                |
| John Simpson                            | Atletismo                  | Jabalina C3 masculino                             |
| John Simpson                            | Atletismo                  | Maza C3 masculino                                 |
| John Simpson                            | Atletismo                  | Peso C3 masculino                                 |
| Peter Williams                          | Atletismo                  | 100 m L6 masculino                                |
| Peter Williams                          | Atletismo                  | 1500 m L6 masculino                               |
| Philip Sadler                           | Atletismo                  | Disco A9 masculino                                |
| Philip Sadler                           | Atletismo                  | Jabalina A9 masculino                             |
| John Watson                             | Atletismo                  | 400 m A6 masculino                                |
| Noel Thatcher                           | Atletismo                  | 400 m B3 masculino                                |
| Gordon Robertson                        | Atletismo                  | 400 m C6 masculino                                |
| Gary Gardner                            | Atletismo                  | 1500 m campo a través C7 masculino                |
| Neil Pearson                            | Atletismo                  | 5000 m B3 masculino                               |
| Gerard McConnell                        | Atletismo                  | Disco C8 masculino                                |
| Tom O'Brien                             | Atletismo                  | Disco L1 masculino                                |
| Derek Nixon                             | Atletismo                  | Disco L6 masculino                                |
| Leslie Jones                            | Atletismo                  | Jabalina 4 masculino                              |
| Paul McGinty                            | Atletismo                  | Maza C5 masculino                                 |
| Kevan McNicholas                        | Atletismo                  | Peso 2 masculino                                  |
| Robert Tee                              | Atletismo                  | Peso L2 masculino                                 |
| Eric Pearce                             | Atletismo                  | Peso L3 masculino                                 |
| Anthony Willis                          | Atletismo                  | Salto de altura A2 masculino                      |
| Ronald West                             | Atletismo                  | Salto de altura A5 masculino                      |
| Equipo                                  | Atletismo                  | 4 × 100 m C4 masculino                            |
| Diane Wiscombe                          | Bochas                     | Individual C2 femenino                            |
| Carol Johnson Alin Kerwin Paula Monzani | Bochas                     | Equipo mixto                                      |
| R. Thompson                             | Bolos sobre hierba         | Individual paraplejia femenino                    |
| Yvonne Hawtin R. Thompson               | Bolos sobre hierba         | Dobles paraplejia femenino                        |
| Hubball                                 | Bolos sobre hierba         | Individual paraplejia masculino                   |
| Barr                                    | Bolos sobre hierba         | Individual tetraplejia masculino                  |
| Bernard Wessier J. Gladman              | Bolos sobre hierba         | Dobles A2/4 masculino                             |
| Ken Bridgeman Yvonne Hawtin             | Bolos sobre hierba         | Dobles paraplejia mixto                           |
| C. Wood                                 | Halterofilia               | –57 kg paraplejia masculino                       |
| Anthony Bishop                          | Halterofilia               | –95 kg integrado masculino                        |
| R. Rowe                                 | Halterofilia               | –95 kg paraplejia masculino                       |
| Anthony Griffin                         | Levantamiento de potencia  | –52 kg masculino                                  |
| Mary McCann                             | Natación                   | 25 m espalda L2 femenino                          |
| Mary McCann                             | Natación                   | 25 m libre L2 femenino                            |
| Janice Burton                           | Natación                   | 100 m espalda B1 femenino                         |
| Janice Burton                           | Natación                   | 400 m estilos B1 femenino                         |
| J. Orpwood                              | Natación                   | 100 m braza 4 femenino                            |
| J. Orpwood                              | Natación                   | 400 m libre 4 femenino                            |
| D. Smith                                | Natación                   | 50 m braza 3 femenino                             |
| Mary Ann Low                            | Natación                   | 50 m braza B1 femenino                            |
| Irene Hotchin                           | Natación                   | 50 m braza L3 femenino                            |
| Lorraine Robinson                       | Natación                   | 400 m braza B1 femenino                           |
| Tara Flood                              | Natación                   | 25 m espalda L1 femenino                          |
| Jane Lawson                             | Natación                   | 50 m libre B3 femenino                            |
| Isabel Barr                             | Natación                   | 100 m libre 1B femenino                           |
| Jane Stidever                           | Natación                   | 100 m libre C4 femenino                           |
| Equipo                                  | Natación                   | 4 × 50 m libre 2-6 femenino                       |
| Equipo                                  | Natación                   | 4 × 50 m libre L1-L6 femenino                     |
| Equipo                                  | Natación                   | 4 × 50 m estilos L1-L6 femenino                   |
| Martin Mansell                          | Natación                   | 100 m espalda C5 masculino                        |
| Martin Mansell                          | Natación                   | 100 m libre C5 masculino                          |
| Martin Mansell                          | Natación                   | 200 m libre C5 masculino                          |
| Ronald West                             | Natación                   | 50 m braza A5 masculino                           |
| Peter Williams                          | Natación                   | 50 m braza L3 masculino                           |
| William Maxwell McKay                   | Natación                   | 25 m espalda C6 masculino                         |
| Kevin McGee                             | Natación                   | 100 m espalda L6 masculino                        |
| Chris Hampshire                         | Natación                   | 100 m espalda C7 masculino                        |
| Mark Chard                              | Natación                   | 25 m libre C2 masculino                           |
| Steven Varden                           | Natación                   | 25 m libre con auxiliar C2 masculino              |
| Gordon Crowe                            | Natación                   | 50 m libre L3 masculino                           |
| James Muirhead                          | Natación                   | 100 m libre B1 masculino                          |
| Kenneth Cairns                          | Natación                   | 75 m estilos 1B masculino                         |
| Anthony Stickland                       | Natación                   | 200 m estilos A2 masculino                        |
| Equipo                                  | Natación                   | 3 × 25 m libre 1A-1C masculino                    |
| Equipo                                  | Natación                   | 4 × 50 m libre L1-L6 masculino                    |
| J. Buchanan                             | Snooker                    | Paraplejia masculino                              |
| K. Ellison                              | Snooker                    | Tetraplejia masculino                             |
| D. Neil                                 | Tenis de mesa              | Individual 1C femenino                            |
| J. Petersen                             | Tenis de mesa              | Individual C3 femenino                            |
| Margaret Heald                          | Tenis de mesa              | Individual L3 femenino                            |
| Edge                                    | Tenis de mesa              | Individual 1B masculino                           |
| Allen Francis                           | Tenis de mesa              | Individual C1 masculino                           |
| Deanna Coates                           | Tiro                       | Rifle de aire de pie 2-6 femenino                 |
| Deanna Coates                           | Tiro                       | Rifle de aire de rodillas 2-6 femenino            |
| Anne Picot                              | Tiro                       | Rifle de aire integrado femenino                  |
| Equipo                                  | Tiro                       | Pistola por equipos 1A-6 masculino                |
| P. Haslam                               | Tiro                       | Rifle de aire en posición tendida 1A-1C masculino |
| P. Haslam                               | Tiro                       | Rifle de aire en tres posiciones 1A-1C mixto      |
| Beverley Leaper                         | Tiro con arco              | Doble ronda FITA división 3 femenino              |
| Bronce                                  |                            |                                                   |
| Helen Hilderley                         | Atletismo                  | Disco C4 femenino                                 |
| Helen Hilderley                         | Atletismo                  | Maza C4 femenino                                  |
| Helen Hilderley                         | Atletismo                  | Peso C4 femenino                                  |
| Susan Stevenson                         | Atletismo                  | 100 m C4 femenino                                 |
| Loraine Charters                        | Atletismo                  | 200 m C6 femenino                                 |
| D. Smith                                | Atletismo                  | Maratón 3 femenino                                |
| Valerie Smith                           | Atletismo                  | 20 m (brazo) C2 femenino                          |
| Anne Trotman                            | Atletismo                  | Disco C3 femenino                                 |
| Dawn McDade                             | Atletismo                  | Disco L5 femenino                                 |
| Karen Davidson                          | Atletismo                  | Jabalina A1 femenino                              |
| Amanda Kyffin                           | Atletismo                  | Jabalina C6 femenino                              |
| Linda Fyfe                              | Atletismo                  | Maza C3 femenino                                  |
| Paula Knapper                           | Atletismo                  | Maza C5 femenino                                  |
| D. Neil                                 | Atletismo                  | Peso 1B femenino                                  |
| Catherine Welsby                        | Atletismo                  | Salto de longitud B1 femenino                     |
| Mary Clark                              | Atletismo                  | Pentatlón B2 femenino                             |
| Edwin Moore                             | Atletismo                  | 60 m C2 masculino                                 |
| Edwin Moore                             | Atletismo                  | 200 m C2 masculino                                |
| Edwin Moore                             | Atletismo                  | Maza C2 masculino                                 |
| Robert Love                             | Atletismo                  | 100 m L6 masculino                                |
| Robert Love                             | Atletismo                  | 1500 m L6 masculino                               |
| John Grant                              | Atletismo                  | 400 m L3 masculino                                |
| John Grant                              | Atletismo                  | 800 m L3 masculino                                |
| Jason Beasley                           | Atletismo                  | Disco C3 masculino                                |
| Jason Beasley                           | Atletismo                  | Eslalon C3 masculino                              |
| Paul Taylor                             | Atletismo                  | 1500 m campo a través masculino                   |
| Paul Taylor                             | Atletismo                  | Peso C8 masculino                                 |
| Gordon Robertson                        | Atletismo                  | 60 m C6 masculino                                 |
| Keith Whiley                            | Atletismo                  | 100 m L3 masculino                                |
| Graham Salmon                           | Atletismo                  | 400 m B1 masculino                                |
| Peter Williams                          | Atletismo                  | 400 m L6 masculino                                |
| David Pearce                            | Atletismo                  | Distancia C1 masculino                            |
| Terry Hudson                            | Atletismo                  | Eslalon C1 masculino                              |
| Norman Burns                            | Atletismo                  | Eslalon C4 masculino                              |
| Peter Barnes                            | Atletismo                  | Jabalina A3 masculino                             |
| Eric Pearce                             | Atletismo                  | Jabalina L3 masculino                             |
| Eric Green                              | Atletismo                  | Maza C5 masculino                                 |
| Tom O'Brien                             | Atletismo                  | Maza L1 masculino                                 |
| Leslie Jones                            | Atletismo                  | Peso 4 masculino                                  |
| Steven Varden                           | Atletismo                  | Peso C2 masculino                                 |
| Christopher McKeown                     | Atletismo                  | Peso L5 masculino                                 |
| Derek Nixon                             | Atletismo                  | Peso L6 masculino                                 |
| Anthony Willis                          | Atletismo                  | Salto de longitud A2 masculino                    |
| Robert Latham                           | Atletismo                  | Triple salto B2 masculino                         |
| Equipo                                  | Atletismo                  | 3 × 60 m C2-3 mixto                               |
| Terry Hudson                            | Bochas                     | Individual C1 masculino                           |
| Mark Chard                              | Bochas                     | Individual C2 masculino                           |
| Chris Gibson                            | Bolos sobre hierba         | Individual paraplejia masculino                   |
| T. Taylor                               | Bolos sobre hierba         | Individual tetraplejia masculino                  |
| John Gronow Hubball                     | Bolos sobre hierba         | Dobles paraplejia masculino                       |
| Brian Dickinson                         | Esgrima en silla de ruedas | Sable individual 2-3 masculino                    |
| J. Clarke                               | Esgrima en silla de ruedas | Florete individual 4-5 masculino                  |
| Travis                                  | Esgrima en silla de ruedas | Florete individual 1B masculino                   |
| Equipo                                  | Esgrima en silla de ruedas | Florete por equipos masculino                     |
| Equipo                                  | Esgrima en silla de ruedas | Sable por equipos masculino                       |
| Equipo                                  | Fútbol 7                   | Torneo masculino                                  |
| Equipo                                  | Fútbol 7                   | Silla de ruedas torneo masculino                  |
| Alper Ali                               | Halterofilia               | –65 kg integrado masculino                        |
| Fred McKenzie                           | Halterofilia               | –85 kg integrado masculino                        |
| Keith Bell                              | Levantamiento de potencia  | –75 kg masculino                                  |
| Isabel Barr                             | Natación                   | 25 m espalda 1B femenino                          |
| Isabel Barr                             | Natación                   | 25 m libre 1B femenino                            |
| Anna Blake                              | Natación                   | 25 m libre C6 femenino                            |
| Anna Blake                              | Natación                   | 50 m libre C6 femenino                            |
| Heather Taylor                          | Natación                   | 50 m braza B2 femenino                            |
| Heather Taylor                          | Natación                   | 100 m mariposa B2 femenino                        |
| Jane Stidever                           | Natación                   | 50 m libre C4 femenino                            |
| Jane Stidever                           | Natación                   | 200 m libre C4 femenino                           |
| Kelly Carroll                           | Natación                   | 100 m braza B2 femenino                           |
| Kelly Carroll                           | Natación                   | 100 m libre B2 femenino                           |
| J. Orpwood                              | Natación                   | 100 m espalda 4 femenino                          |
| J. Orpwood                              | Natación                   | 100 m libre 4 femenino                            |
| Lorraine Robinson                       | Natación                   | 100 m braza B1 femenino                           |
| Lorraine Robinson                       | Natación                   | 400 m estilos B1 femenino                         |
| Lisa Barker                             | Natación                   | 25 m espalda L1 femenino                          |
| Beverley Leaper                         | Natación                   | 50 m espalda C7 femenino                          |
| Wendy Mason                             | Natación                   | 100 m espalda A2 femenino                         |
| Tara Flood                              | Natación                   | 25 m libre L1 femenino                            |
| Carol Johnson                           | Natación                   | 25 m libre con auxiliar C2 femenino               |
| Brenda Woodcock                         | Natación                   | 50 m libre C8 femenino                            |
| Irene Hotchin                           | Natación                   | 50 m libre L3 femenino                            |
| Janice Burton                           | Natación                   | 100 m libre B1 femenino                           |
| Karen Davidson                          | Natación                   | 200 m estilos A1 femenino                         |
| Equipo                                  | Natación                   | 4 × 100 m libre A1-A9 femenino                    |
| Equipo                                  | Natación                   | 4 × 100 m libre B1-B3 femenino                    |
| Equipo                                  | Natación                   | 4 × 100 m estilos A1-A9 femenino                  |
| Equipo                                  | Natación                   | 4 × 100 m estilos B1-B3 femenino                  |
| James Muirhead                          | Natación                   | 100 m espalda B1 masculino                        |
| James Muirhead                          | Natación                   | 200 m estilos B1 masculino                        |
| James Muirhead                          | Natación                   | 400 m libre B1 masculino                          |
| Andrew Gilbert                          | Natación                   | 100 m espalda L4 masculino                        |
| Andrew Gilbert                          | Natación                   | 100 m libre L4 masculino                          |
| J. Murray                               | Natación                   | 25 m espalda C6 masculino                         |
| Chris Hampshire                         | Natación                   | 50 m espalda C7 masculino                         |
| Anthony Stickland                       | Natación                   | 100 m espalda A2 masculino                        |
| Gareth Thomas                           | Natación                   | 100 m espalda L6 masculino                        |
| Alastair Fairweather                    | Natación                   | 50 m libre B1 masculino                           |
| Scott Smith                             | Natación                   | 50 m libre B3 masculino                           |
| Equipo                                  | Natación                   | 4 × 50 m estilos L1-L6 masculino                  |
| Mike Langley                            | Snooker                    | Paraplejia masculino                              |
| T. Taylor                               | Snooker                    | Tetraplejia masculino                             |
| A. Smith                                | Tenis de mesa              | Individual L4 femenino                            |
| Equipo                                  | Tenis de mesa              | Equipo 2 femenino                                 |
| John Welsh                              | Tenis de mesa              | Individual L1 masculino                           |
| Equipo                                  | Tenis de mesa              | Equipo 1A masculino                               |
| Equipo                                  | Tenis de mesa              | Equipo 1B masculino                               |
| Deanna Coates                           | Tiro                       | Rifle de aire en tres posiciones 2-6 femenino     |
| P. Haslam                               | Tiro                       | Rifle de aire de pie 1A-1C masculino              |
| Ernest Arnold                           | Tiro con arco              | Doble distancia avanzada tetraplejia masculino    |
| Equipo                                  | Tiro con arco              | Doble ronda FITA por equipos 1A-6 masculino       |
| Equipo                                  | Tiro con arco              | Distancia corta por equipos 1A-6 masculino        |
| Anne Gray                               | Tiro con arco              | Doble distancia corta paraplejia femenino         |